# إريك أوينز (مغني)
اريك أوينز (بالإنجليزية: Eric Owens)‏ هو مغني ومغني أوبرا أمريكي، ولد في 11 يوليو 1970.

## وصلات خارجية
- إريك أوينز على موقع الموسوعة البريطانية (الإنجليزية)
- إريك أوينز على موقع ميوزك برينز (الإنجليزية)
- إريك أوينز على موقع ديسكوغز (الإنجليزية)